# Rio Alabama
O rio Alabama é um rio no sul do estado do Alabama, nos Estados Unidos da América. Formado pelos rios Coosa e Tallapoosa a nordeste de Montgomery, ziguezagueia para oeste até Selma e depois para sul.
Junta-se com o rio Tombigbee para formar os rios Mobile e Tensaw, os quais desaguam no Golfo do México.
O nome de Alabama tem origem em duas palavras da língua Choctaw: Alba, plantas ou ervas daninhas, e Amo que significa cortar ou desbastar.
Sobre esse rio passa a ponte Edmund Pettus, conhecida por ser o local do episódio histórico conhecido como "Domingo Sangrento", durante as marchas de Selma a Montgomery, em 1965.